# Astragalus clarkeanus
Astragalus clarkeanus är en ärtväxtart som beskrevs av Syed Irtifaq Ali. Astragalus clarkeanus ingår i släktet vedlar, och familjen ärtväxter. Inga underarter finns listade i Catalogue of Life.